# 桑妮 (狗)
桑妮（Sunny；2012年6月11日－） 是美國第44任總統巴拉克·歐巴馬的寵物狗，也是歐巴馬家庭的成員之一。奧巴馬一家本來沒有養狗，因為他的大女兒瑪麗亞對狗過敏。但為了延續白宮主人歷年均有養狗的傳統，第一家庭在入主白宮後，花了多個月去觀察各種犬種，並特地選擇了葡萄牙水犬這一種掉毛少的低敏狗。
2013年8月19日由米歇尔·奥巴马在推特介绍它。